# زنبق‌های هیمالیایی
زنبق‌های هیمالیایی (نام علمی: Iris subg. Nepalensis) نام یک زیرسرده از سرده زنبق است.